# Предместье (село)
Предместье (укр. Передмістя) — село в Бучачской городской общине Чортковского района Тернопольской области Украини.
До 2020 года входило в Бучачский район.
Код КОАТУУ — 6121285601. Население по переписи 2001 года составляло 370 человек.

## Географическое положение
Село Предместье находится на берегу реки Язловчик,
ниже по течению примыкает село Бровары.

## Объекты социальной сферы
- Школа I ст.
- Клуб.